# Tiranet orellut de Krone
El tiranet orellut de Krone (Phylloscartes kronei) és un ocell de la família dels tirànids (Tyrannidae).

## Hàbitat i distribució
Habita una petita zona de la costa del sud-est de l'Estat de São Paulo, a Brasil.